# Marians Pahars
Marians Pahars uváděný i jako Marian Pahars (* 5. srpna 1976, Riga, Lotyšská SSR, SSSR nebo Čornobaj, Ukrajinská SSR, SSSR) je bývalý lotyšský fotbalový útočník a pozdější trenér. Mimo Lotyšsko působil jako hráč v Anglii a na Kypru.
V letech 1996–2007 nastupoval za lotyšskou fotbalovou reprezentaci, kterou po skončení aktivní hráčské kariéry vede jako hlavní trenér (od roku 2013).

## Klubová kariéra
Postupně hrál za Pārdaugava Riga, Skonto FC, anglický Southampton, kyperský klub Anorthosis Famagusta, opět Skonto FC a kariéru ukončil v FK Jūrmala.

## Reprezentační kariéra
V A-mužstvu reprezentace Lotyšska debutoval 12. 3. 1996 v přátelském utkání v Larnace proti domácímu týmu Kypru (porážka 0:1).
Zúčastnil se Mistrovství Evropy 2004 v Portugalsku (premiérová účast), kde Lotyšsko obsadilo poslední čtvrtou příčku v základní skupině D (za Českou republikou, Nizozemskem a Německem).
V letech 1996–2007 odehrál celkem 75 reprezentačních zápasů a nastřílel 15 gólů.

## Trenérská kariéra
S koučováním začínal v roce 2010 jako asistent ve Skonto FC, kde se následně posunul do pozice hlavního trenéra. V roce 2013 vedl lotyšskou jedenadvacítku, odkud v červenci téhož roku povýšil do A-mužstva jako hlavní reprezentační kouč, vystřídal na této pozici Aleksandrse Starkovse. Podepsal s lotyšským fotbalovým svazem tříletou smlouvu.

## Úspěchy

### Individuální
- 3× lotyšský Fotbalista roku: 1999, 2000, 2001[9]